# Nesthy Petecio
Nesthy Petecio (ur. 11 kwietnia 1992 w Santa Cruz) – filipińska bokserka, mistrzyni świata, srebrna i brązowa medalistka igrzysk olimpijskch oraz mistrzostw Azji, wielokrotna medalistka igrzysk Azji Południowo-Wschodniej.

## Kariera
Zaczęła boksować gdy miała siedem lat. Karierę bokserską rozpoczęła w 2005 roku w wieku 13 lat.
W 2014 roku zdobyła srebrny medal mistrzostw świata w Czedżu w kategorii do 57 kg. W finale przegrała z Rosjanką Zinaidą Dobryniną. Pięć lat później została mistrzynią świata w Ułan Ude, pokonując niejednogłośnie w decydującej walce Rosjankę Ludmiłę Woroncową. W półfinale wygrała z Angielką Karriss Artingstall.
W 2021 roku wzięła udział w Letnich Igrzyskach Olimpijskich 2020 w Tokio, gdzie w rywalizacji kobiet do 57 kg zdobyła srebrny medal, przegrywając w finale z Seną Irie. W 2024 roku ponownie wystartowała na Letnich Igrzyskach Olimpijskich, gdzie w rywalizacji kobiet do 57 kg po przegranej z Julią Szeremetą w półfinale zdobyła brązowy medal.